# ابن العوام
هو أبو زكريا يحيى بن محمد بن أحمد بن العوام الإشبيلي الأندلسي، اشتهر بعلم النبات وعلم الحيوان والفلك والطب وبتأليف كتاب الفلاحة.
كان عالمًا أندلسيًا عربيًا ازدهر في إشبيلية في جنوب إسبانيا في أواخر القرن الثاني عشر. كتب دليلاً مطولاً في الزراعة يعد أحد أهم أعمال العصور الوسطى في هذا الموضوع بأي لغة. تم نشره بالترجمات الإسبانية والفرنسية في القرن التاسع عشر. الطبعة باللغة الفرنسية هي حوالي 1350 صفحة.

## سيرته
هو أبو زكريا يحيى بن محمد بن أحمد بن العوَّام الإشبيلي الأندلسي، عالم في الزراعة والنبات. كل ما نعرفه عنه أنه كان يعيش في إشبيلية في القرن السادس للهجرة. وقد درس العلوم المنتشرة في عصره كالنبات، والحيوان، والطب، والفلك، والعلوم الزراعية القديمة. ألف كتاباً قيمّاً مشهوراً في الزراعة الأندلسية، دعاه (كتاب الفلاحة) الذي ترجم وطبع عدة مرات.
لا يعرف تاريخ ميلاده ووفاته. تقريبا كل ما هو معروف عن سيرة حياته يتم استخلاصه من كتابه. من الواضح أنه قام بالكثير من التدريب العملي على التجربة وتجريب مجموعة واسعة من المحاصيل بنفسه. ومن الواضح أيضا أنه كان قرأ جيدا في الكتابات الزراعية من أسلافه. في الواقع يتم جمع كتابه في الغالب من كتابات المؤلفين الآخرين. ويستشهد بمعلومات من 112 مؤلفًا سابقًا مختلفًا. وقد تم تحليل استشهاداته من المؤلفين السابقين مع النتائج التلخيصية التالية: حوالي 1900 اقتباسات مباشرة وغير مباشرة على حد سواء، منها 615 للمؤلفين اليونانيين، 585 للمؤلفين من الشرق الأوسط العربي، الغالبية العظمى من كتاب الزراعة النبطية المنسوبة إلى ابن الوحيشية، و690 إلى المؤلفين الأندلسيين العرب (الغالبية العظمى لابن بصال، أبو الخير الأشبيلي أو ابن حجاج، كل ثلاثة كتب ما كتب عن الزراعة في في وقت لاحق من القرن الحادي عشر في جنوب أسبانيا، بقيت نسخ منها جزئية وغير كاملة فقط).قام ابن العوام بتجميع مجموعة فرعية فقط من المؤلفين الذين يستشهد بهم: تحتوي هذه المجموعة الفرعية بدورها على جميع المواد الكاملة مجموعة من المؤلفين يستشهد به. كانت مصادره العربية الأكثر تأثيراً هي المصادر الأندلسية العربية، والتي بدورها تعرف على مصادر غير الأندلسية المختلفة، بما في ذلك مصادر من العصور القديمة الكلاسيكية. مثله، كانت مصادره الأندلسية تقرأ الجيوبونيكا والزراعة النبطية.

## كتاب الفلاحة
جُمِعَ العملُ في معظمه من كتاباتِ مؤلفين آخرين. يستشهدُ ابن العوامُّ بمعلوماتٍ من 112 مؤلفًا سابقًا مختلفًا. وقد حُلِّلَت استشهاداته بالمؤلفين السابقين بالنتائجِ الموجزةِ التالية: حوالي 1900 استشهادٍ مباشرٍ وغير مباشرٍ إجمالًا، منها 615 استشهادًا لمؤلفين يونانيين (الغالبيةُ العظمى لكتاب جيوبونيكا لكاسيانوس باسوس)، و585 استشهادًا لمؤلفين عرب من الشرق الأوسط (الغالبيةُ العظمى لكتاب الزراعة النبطية المنسوب إلى ابن وحشية)، و690 استشهادًا لمؤلفين عرب من الأندلس (الغالبيةُ العظمى لابن بصال، وأبو الخير الإشبيلي، وابن حجاج، وجميعهم الثلاثة كتبوا كتبًا عن الزراعة في أواخر القرن الحادي عشر في جنوب إسبانيا، ولم ينجُ منها إلا نسخٌ جزئيةٌ وغيرُ كاملة). جمع ابن العوام من مجموعة فرعية فقط من المؤلفين الذين استشهد بهم: وهذه المجموعة الفرعية بدورها تحتوي على جميع مواد المجموعة الكاملة للمؤلفين الذين استشهد بهم. وكانت المصادر العربية الأندلسية الأكثر تأثيرًا بالنسبة له، والتي كانت بدورها على دراية بمختلف المصادر غير الأندلسية، بما في ذلك مصادر من العصور القديمة الكلاسيكية. ومثله، تضمنت مصادره الأندلسية كتاب الجيوبونيكا والزراعة النبطية.
ينقسم كتاب ابن العوام إلى أربعة وثلاثين فصلاً. تتناول الفصول الثلاثون الأولى المحاصيل، بينما تتناول الفصول الأربعة الأخيرة الثروة الحيوانية. تتناول الفصول الأربعة الأولى من الكتاب على التوالي أنواع التربة والأسمدة والري وتخطيط الحدائق. ثم هناك خمسة فصول عن زراعة أشجار الفاكهة، بما في ذلك التطعيم والتقليم والزراعة بالعقل، وغيرها، ويتناول عشرات من أشجار الفاكهة المختلفة كل على حدة. تتناول الفصول اللاحقة الحرث، واختيار البذور، والمواسم ومهامها، وزراعة الحبوب، والنباتات البقولية، والحدائق الصغيرة، والنباتات العطرية، والنباتات الصناعية. كما يتناول الكتاب العديد من النباتات بشكل فردي وكيفية زراعتها. يُخصص فصل واحد لطرق حفظ وتخزين الأغذية بعد الحصاد، وهو موضوع يُطرح بين الحين والآخر في مواضع أخرى من الكتاب. كما يُشير إلى أعراض العديد من أمراض الأشجار والكروم، وطرق علاجها. وتتضمن الفصول المخصصة للثروة الحيوانية مناقشة أمراض وإصابات الخيول والماشية.
كتاب ابن العوام، وهو موسوعة زراعية تتجاوز الألف صفحة، هو في الأساس تجميع لمؤلفات مؤلفين آخرين. لكنه تجميع مُوجَّه ومُستنير بمعرفة ابن العوام الغنية والعملية للموضوع.
صدرت نسخة من الكتاب عام 1802 متضمنة النص العربي مرفقًا بترجمة إسبانية، وفي عام 1864 نُشر بالفرنسية. هذه المنشورات متاحة مجانًا عبر الإنترنت.

## مصدر
- https://web.archive.org/web/20071106091257/http://www.alnoor.info/scientists/38.asp